# Centris plumbea
Centris plumbea är en biart som beskrevs av Jesus Santiago Moure 2002. Centris plumbea ingår i släktet Centris och familjen långtungebin. Inga underarter finns listade.